# 王讷 (1896年)
王讷（1896年—1965年10月），原名王逢元，山东莱阳市照旺庄镇大陶漳村人。中华人民共和国政治人物。

## 生平
1933年7月，加入中国共产党。1934年2月莱阳党组织遭破坏，去大连、哈尔滨等地从事党的地下活动。抗日战争爆发后，他回到莱阳，发展组织。后调到黄县任抗日民主政府民政科、实业科科长。1941年2月，成立莱东行署，他任行署主任兼县大队大队长。1942年底，调到海阳县徐家店实验区工作。
第二次国共内战时期，他受胶东区党委的派遣，以商行、公司经理的身份去大连、主持中共胶东区委大连办事处的工作。中华人民共和国成立后，任中国人民银行大连分行行长兼党总支书记。1965年10月病故。